# Hunter Greene
Christian Hunter Greene (né le 6 août 1999 à Los Angeles, Californie, États-Unis) est un lanceur droitier des Ligues majeures de baseball jouant avec les Reds de Cincinnati.

## Carrière
Hunter Greene est repêché 2e choix global par les Reds de Cincinnati en 2017. Il signe un contrat avec les Reds quelques minutes avant l'heure limite de signature le 7 juillet.